# Литорал-Сул (микрорегион, Риу-Гранди-ду-Норти)

Литорал-Сул на карте.

Литорал-Сул (порт. Microrregião do Litoral Sul) — микрорегион в Бразилии, входит в штат Риу-Гранди-ду-Норти. Составная часть мезорегиона Восток штата Риу-Гранди-ду-Норти. 
Население составляет 	129 077	 человек (на 2010 год). Площадь — 	1385,006	 км². Плотность населения — 	93,20	 чел./км².

## Демография
Согласно сведениям, собранным в ходе переписи 2010 г. Национальным институтом географии и статистики (IBGE), население микрорегиона составляет:						
| Полное население                             | Полное население                             | Полное население                             | Полное население                             | 129 077 |
| -------------------------------------------- | -------------------------------------------- | -------------------------------------------- | -------------------------------------------- | ------- |
| в том числе:                                 | Городское население                          | 85 553                                       | Процент городского населения, %              | 66,28   |
|                                              | Сельское население                           | 43 524                                       | Процент сельского населения, %               | 33,72   |
|                                              | Мужское население                            | 64 723                                       | Процент мужского населения, %                | 50,14   |
|                                              | Женское население                            | 64 354                                       | Процент женского населения, %                | 49,86   |
| Плотность населения, чел/км²                 | Плотность населения, чел/км²                 | Плотность населения, чел/км²                 | Плотность населения, чел/км²                 | 93,20   |
| Население микрорегиона в % к населению штата | Население микрорегиона в % к населению штата | Население микрорегиона в % к населению штата | Население микрорегиона в % к населению штата | 4,07    |

## Статистика
- Валовой внутренний продукт на 2003 год составляет 359 117 314,00 реалов (данные: Бразильский институт географии и статистики).
- Валовой внутренний продукт на душу населения на 2003 год составляет 3025,79 реалов (данные: Бразильский институт географии и статистики).
- Индекс развития человеческого потенциала на 2000 год составляет 0,619 (данные: Программа развития ООН).

## Состав микрорегиона
В составе микрорегиона включены следующие муниципалитеты:
1. Арес
2. Баиа-Формоза
3. Кангуаретама
4. Эспириту-Санту
5. Гоянинья
6. Монтаньяс
7. Педру-Велью
8. Сенадор-Жеоржину-Авелину
9. Тибау-ду-Сул
10. Вила-Флор